# Provincia de Najrán
Najrán (en árabe: نجران) es una de las regiones de Arabia Saudita, situada en el sur del país a lo largo de la frontera con Yemen. Tiene una superficie de 149 511 kilómetros cuadrados y una población de 505 652 habitantes (2010). Su capital es Najrán. 
Najrán está poblada por la tribu Banu Yam desde hace centenares de años. El rey Abdulaziz, el fundador de Arabia Saudita, no pudo forzarlos a entrar bajo su mando. Por lo tanto, tuvo que hacer un acuerdo con dicha etnia, que consistía en darles total libertad para practicar sus actividades religiosas y de esta manera ellos aceptaran ser parte del reino.
Buena parte de la población pertenece a la rama Isma'ili del Islamismo chiita.

## Etimología
El origen de la palabra Najrán se encuentra en la palabra "Ngern" de los textos Sabaean.

## Historia

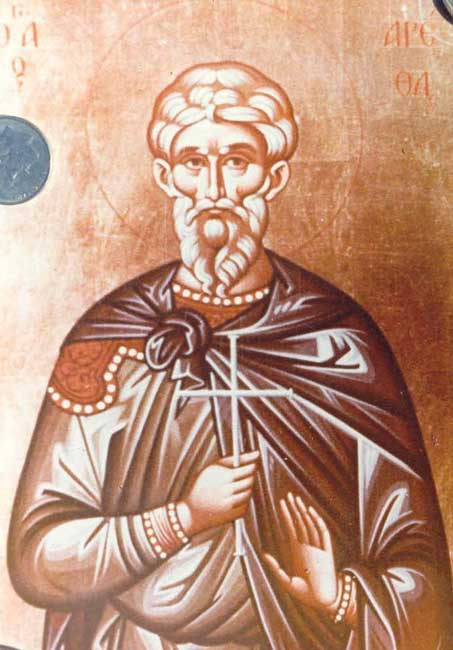
San Haritha, obispo de Najrán.

### Emirato

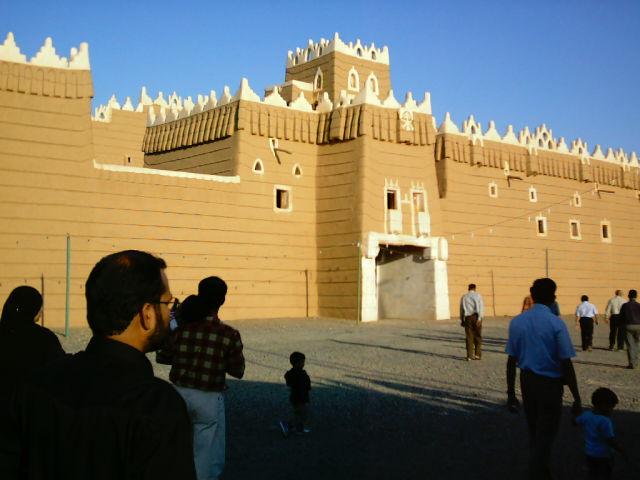
Fuerte de Najrán.

El Emirato de Najrán fue establecido en 1353 después de su unificación con Arabia Saudita, su actual es el príncipe Jalawi bin Abdul Aziz bin Musaed Al Saud. 

## Geografía

### Ubicación
Najrán se encuentra en la parte suroeste del Reino de Arabia Saudita, en el extremo suroccidental de la península de Arabia, que se extiende a través de la vasta región del río Jordán, hasta el extremo sur de la isla entre las latitudes 17 y 20 grados norte y longitud 44 y 52 grados de longitud este.

### Área
Tiene una superficie de unos 149 511 km². 

### Instituciones culturales
- Asociación de las Artes y Cultura.
- Club de Literatura.
- Biblioteca Pública de Najrán

## Monumentos y lugares de interés turístico

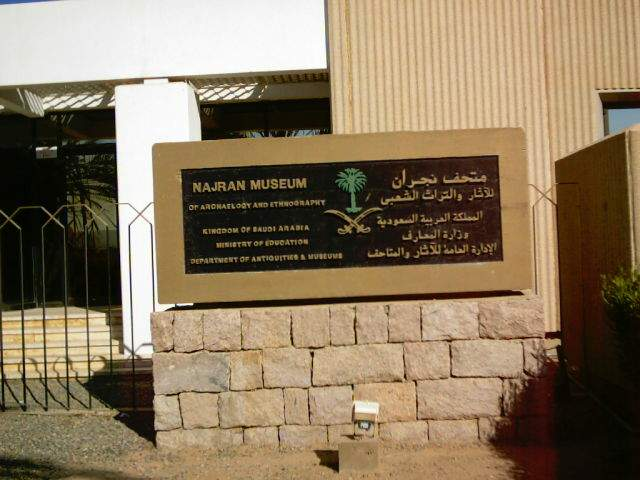
Entrada al museo de Najrán.

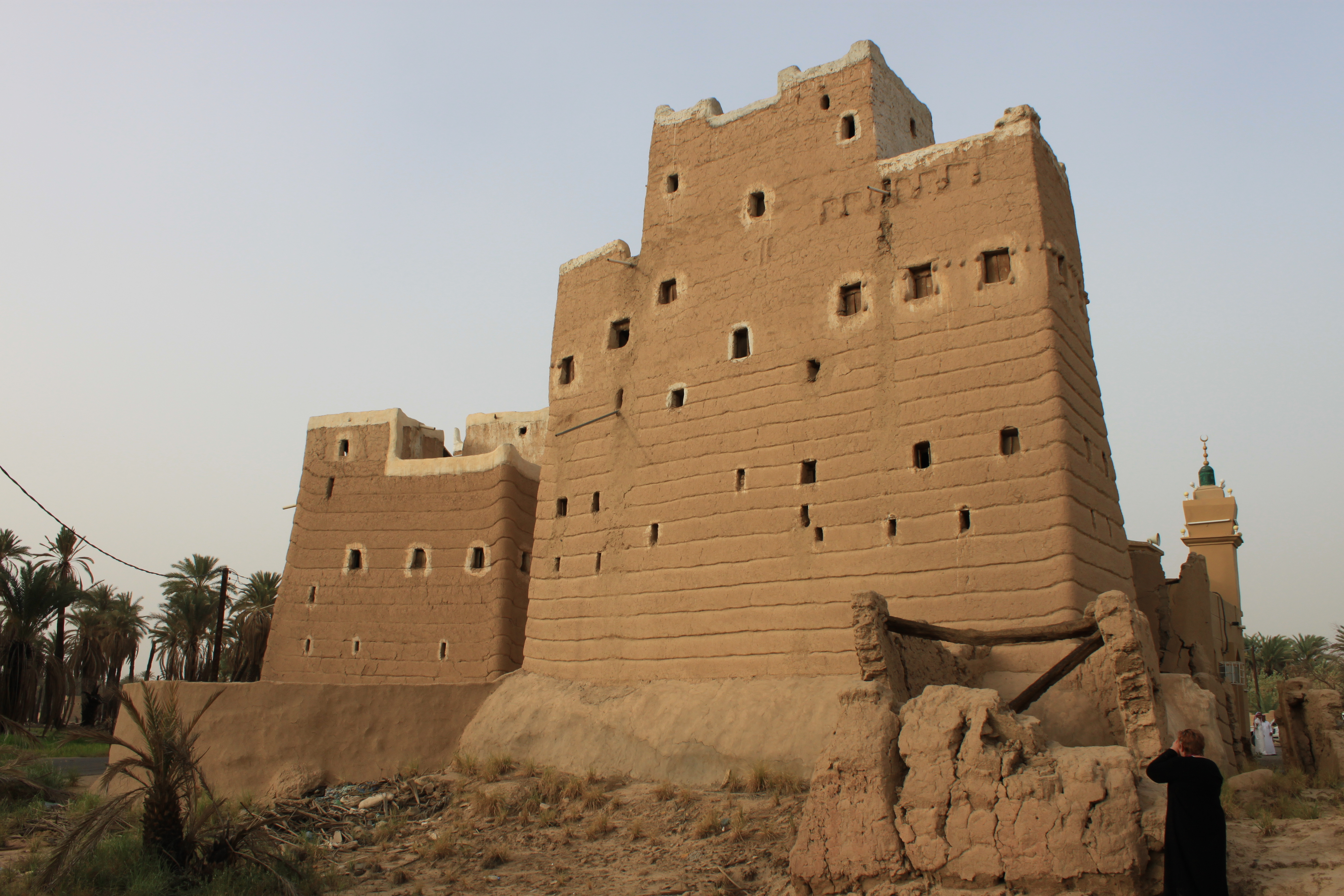
Casas patrimoniales de arcilla.

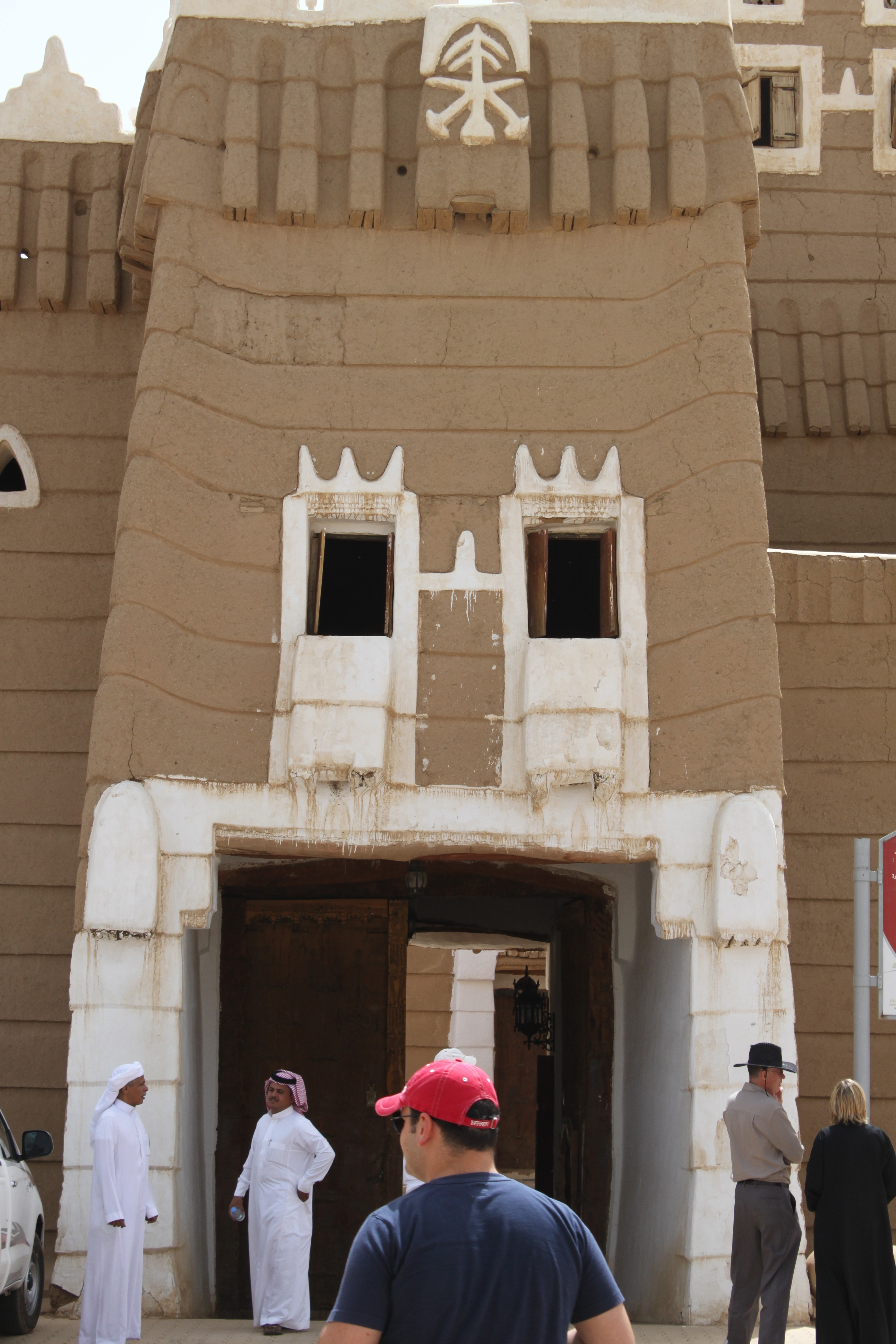
La entrada al histórico Palacio del emirato.

Entrada Emirato Palace no considera región Najran de áreas TZM monumentos y atracciones turísticas importantes y que eran el producto de épocas Mtfouath Por lo tanto , la Dirección General de Turismo y Antigüedades en Arabia Saudita concede gran importancia a la región mediante la promoción del turismo mediante la reactivación festivales de turismo y organizar excursiones regulares para grupos de turistas de dentro y fuera del Reino introducirlos la región y creció , y creció el turista más importantes y lugares de interés cultural de la región de Najran : para histórica 
- Palacio Makrami histórico.
- El pueblo patrimonio "diseñado para explotar el Aoman"
- Najran Museo de Arqueología y el folclore.
- Emara palacio histórico . Campamento de chabolas y Rey Saud.
- Gar Rey Saud .
- Parque Rey Fahd ( desaparición de los bosques ) .
- Príncipe Sultán protegida (venas marrones shows) .
- Jardín Rey Abdul Aziz .
- Najran Valley Dam.
- Centro de Investigación de Horticultura
- Muaah Park.
- Cuerda proyector.
- Fort Najran .
- Valle Aljmom .
- Badr Castillo Sur.
- Tribu siglo .
- Valle Ahbuna .
- Pueblo servilmente .
- Monte Shehadh .
- Monte OMAR .
- Casas arqueológicos Aan .
- El popular mercado de artesanías .
- Planeta Valley.
- Pozos fiebre.
- Campo Ecuestre .
- Pueblo JAM .
- Palacio de la Sadran